# Афонин, Андрей Евгениевич
Андрей Евгениевич Афонин (род. 20 августа 1989, Курск, Курская область, РСФСР, СССР) — российский боксёр-профессионал, выступавший в тяжёлой весовой категории.
Мастер спорта России, серебряный призёр Кубка Европы (2010), бронзовый призёр чемпионата России (2015), бронзовый призёр чемпионата Европы среди студентов (2009) в любителях.
Считался одним из молодых российских проспектов в супертяжёлом весе — возможным преемником своего земляка Александра Поветкина.
Лучшая позиция по рейтингу BoxRec — 83-я (август 2018) и являлся 4-м среди российских боксёров тяжёлой весовой категории, — входя в ТОП-85 лучших тяжеловесов всего мира.

## Биография
Родился 20 августа 1989 года в Курске, в Курской области, в СССР.
Женат, дочь Милослава.

## Любительская карьера
С 12 лет занимался боксом, первым тренером был Фёдор Анатольевич Благирев, в дальнейшем занимался в обществе «Спартак» у Александра Рагозина и в подольском «Динамо».
В 2009 году стал бронзовым призёром чемпионата Европы среди студентов в Элисте (Россия).
В 2010 и в 2011 годах становился победителем турнира мемориал Константина Короткова.
В 2011 году также стал победителем первенства России среди молодёжи до 22 лет.
В феврале 2012 года завоевал бронзу в весе свыше 91 кг на представительном международном турнире «Странджа» проходившем в Софии (Болгария), в полуфинале проиграв грузину Михаилу Бахтидзе.
В ноябре 2015 года завоевал бронзовую медаль на чемпионате России проходившем в Самаре.

## Профессиональная карьера
Начав профессиональную карьеру Андрей Афонин сегодня тренируется в городе Чехове вместе с прославленным боксёром-профессионалом супертяжёлого веса Александром Поветкиным.
Профессиональную боксёрскую карьеру Афонин начал 3 декабря 2016 года, нокаутировав во втором раунде опытного аргентинца Эмилио Эсекьель Сарате (20-17-3).
5 апреля 2017 года, в своём втором бою на профессиональном ринге, Андрей нокаутировал 26-летнего опытного грузинского боксёра Торнике Пуричамиашвили (9-3, 5 КО).
В 2019 году, ввиду отсутствия перспектив выхода на титульные бои, завершил карьеру, вернулся в Курск и занялся бизнесом.

## Статистика профессиональных боёв
В таблице перечислены результаты всех поединков боксёров.
В каждой строке указан результат поединка. Дополнительно номер поединка обозначен цветом, который обозначает итог поединка. Расшифровка обозначений и цветов представлена в нижеследующей таблице.
| Пример | Расшифровка                     |
| ------ | ------------------------------- |
|        | Победа                          |
|        | Ничья                           |
|        | Поражение                       |
|        | Планируемый поединок            |
|        | Поединок признан несостоявшимся |
| КО     | Нокаут                          |
| ТКО    | Технический нокаут              |
| PTS    | Решение судей (по очкам)        |
| UD     | Единогласное решение судей      |
| MD     | Решение большинства судей       |
| SD     | Раздельное решение судей        |
| RTD    | Отказ от продолжения боя        |
| DQ     | Дисквалификация                 |
| NC     | Поединок признан несостоявшимся |

| 6 поединков, 6 побед (3 нокаутом), 0 поражений. | 6 поединков, 6 побед (3 нокаутом), 0 поражений. | 6 поединков, 6 побед (3 нокаутом), 0 поражений. | 6 поединков, 6 побед (3 нокаутом), 0 поражений. | 6 поединков, 6 побед (3 нокаутом), 0 поражений. | 6 поединков, 6 побед (3 нокаутом), 0 поражений. | 6 поединков, 6 побед (3 нокаутом), 0 поражений. | 6 поединков, 6 побед (3 нокаутом), 0 поражений. |
| Бой                                             | Рекорд                                          | Дата боя                                        | Соперник                                        | Место проведения боя                            | Раундов, время                                  | Дополнительно                                   |                                                 |
| ----------------------------------------------- | ----------------------------------------------- | ----------------------------------------------- | ----------------------------------------------- | ----------------------------------------------- | ----------------------------------------------- | ----------------------------------------------- | ----------------------------------------------- |
| 6                                               | 6-0                                             | 19 мая 2018                                     | Педро Хулио Родригес (23-4)                     | Малвейн, Канзас, США                            | RTD 2 (8), 3:00                                 |                                                 |                                                 |
| 5                                               | 5-0                                             | 27 ноября 2017                                  | Виктор Чварков (2-2)                            | Лужники, Москва, Россия                         | UD 8 (8)                                        | Счёт: 80-72 (трижды).                           |                                                 |
| 4                                               | 4-0                                             | 1 июля 2017                                     | Юрий Быховцев (9-13-3)                          | Лужники, Москва, Россия                         | UD 8 (8)                                        | Счёт: 80-73, 79-73, 79-74.                      |                                                 |
| 3                                               | 3-0                                             | 3 июня 2017                                     | Вацлав Пейсар (11-4)                            | Ростов-на-Дону, Россия                          | UD 6 (6)                                        | Счёт: 60-54 (трижды).                           |                                                 |
| 2                                               | 2-0                                             | 5 апреля 2017                                   | Торнике Пуричамиашвили (7-3)                    | Москва, Россия                                  | TKO 2 (6), 2:11                                 |                                                 |                                                 |
| 1                                               | 1-0                                             | 3 декабря 2016                                  | Эмилио Эсекьель Сарате (20-17-3)                | Мегаспорт, Москва, Россия                       | КО 2 (6), 0:28                                  | Профессиональный дебют.                         |                                                 |